# 陳論
陳論（？—？），字謝浮，號丙齋，浙江嘉興府海鹽縣籍，杭州府海寧縣人，清朝政治人物。

## 生平
康熙三年（1664年）甲辰科進士。選翰林院庶吉士，散館授檢討，官至刑部侍郎。